# اندی تنانت (دوچرخه‌سوار)
اندی تنانت (انگلیسی: Andy Tennant؛ زادهٔ ۹ مارس ۱۹۸۷) دوچرخه‌سوار اهل بریتانیا است.
وی در مسابقات کشوری و بین‌المللی در مجموع برندهٔ ۷ مدال طلا، ۵ مدال نقره، ۲ مدال برنز شده‌است.